# Des étoiles et des ailes

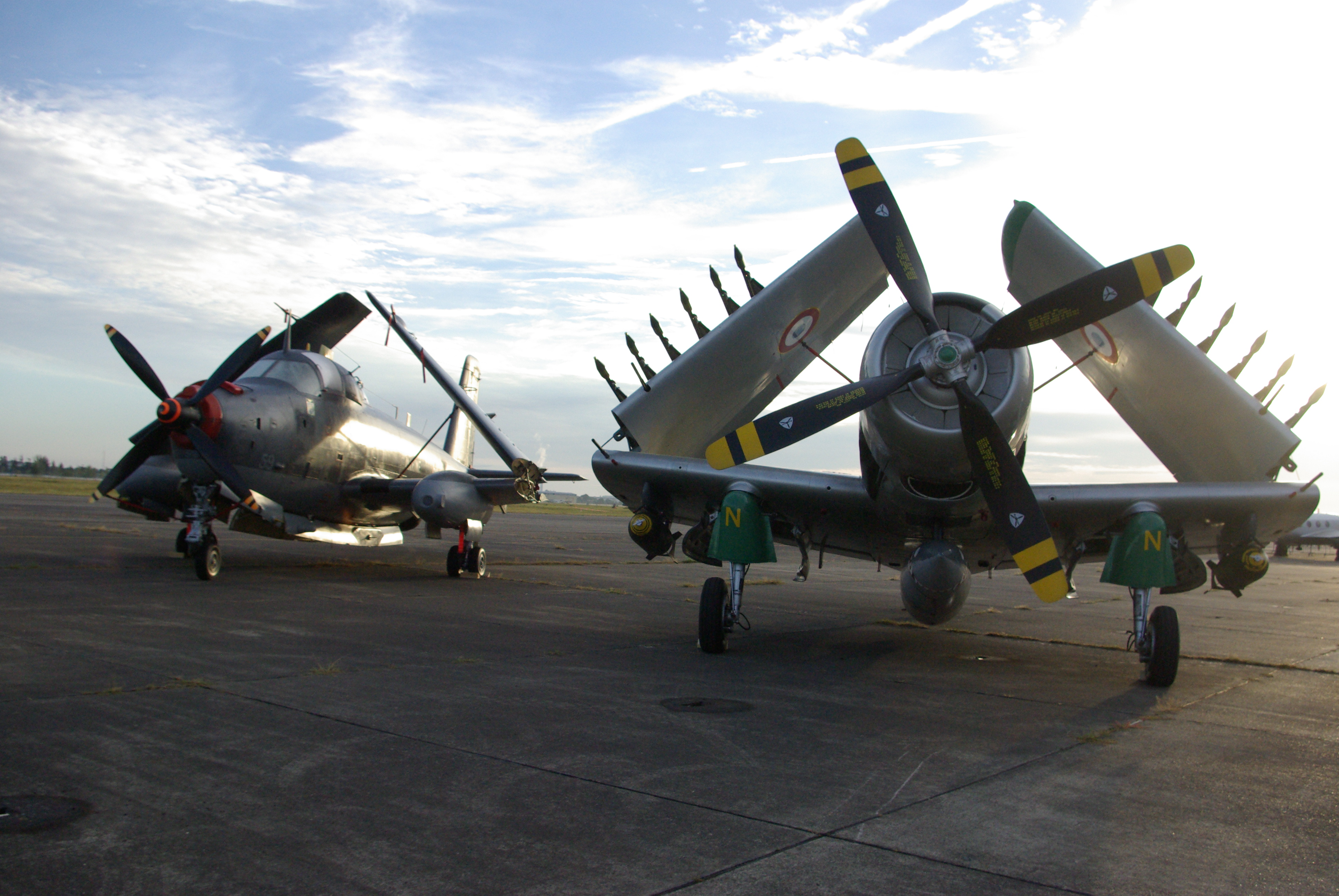
F-AZYI et F-AZHK à Francazal en 2014

Des étoiles et des ailes est un meeting aérien français qui se déroulait tous les deux ans depuis 2014 à l'aéroport de Toulouse-Francazal, ancienne base aérienne 101 Toulouse-Francazal. A partir de 2024, le meeting se tient pour des raisons de sécurité sur l’aéroport Sud de France Carcassonne,.

## Histoire
Le meeting est organisé par l'association Des Étoiles et des Ailes depuis 2014 avec une fréquentation de 35 000 spectateurs en 2014 et en 2016 de 40 000 spectateurs.

## Les meetings

### Édition 2014
Patrouille Breitling, démonstrations en vol.

### Édition 2016
Beluga, patrouille de France, démonstrations en vol.

### Édition 2018
Patrouille de la Marche verte, patrouille de France, démonstrations en vol. 

## Sources